# Deshavalli, Malavalli
Deshavalli là một làng thuộc tehsil Malavalli, huyện Mandya, bang Karnataka, Ấn Độ.